# Предтеченск (станция)
Предте́ченск— железнодорожная станция на 71 километре Томской ветви Кузбасского региона Западно-Сибирской железной дороги. Расположена в одноимённом посёлке в Кировском районе Томска.
Есть пассажирская платформа, обслуживающая посёлки Просторный (также — Кировский район Томска) и село Зональная Станция (Томский район) и другие близлежащие населённые пункты.
К станции подъездная дорога от Богашёвского тракта.
Соседние станции (ТР4): 873812 68 км и 873831 76 км.
Расстояние до узловых станций (в километрах): Тайга — 71, Белый Яр — 292.

## История
Открыта в 1898 году как железнодорожный разъезд.
Со строительством подъездного пути от разъезда 71 километр к соседнему промышленному предприятию был преобразован в станцию Предтеченск. В ряде справочников обозначена как разъезд Предтеченск.
27 февраля 2002 года образована Вокзальная улица.

## Коммерческие операции
Посадка и высадка пассажиров на (из) поезда пригородного и местного сообщения. Прием и выдача багажа не производятся.